# Alice-Salomon-Archiv
Das Alice-Salomon-Archiv in Berlin-Schöneberg dokumentiert die Entwicklung der professionellen Sozialen Arbeit und Sozialpädagogik seit ihren Anfängen im 19. Jahrhundert. Es wurde nach einer längeren Vorlaufphase im Jahr 2000 gegründet und ging ein Jahr später eine Kooperation mit dem Archiv des Pestalozzi-Fröbel-Hauses ein in dem gemeinsamen Archiv- und Dokumentationszentrum für soziale und pädagogische Frauenarbeit. Mit diesem Zentrum soll der gemeinsame Ursprung von Sozialarbeit/-pädagogik und die enge Verbindung mit der Frauenbewegung in Erinnerung behalten und für die aktuelle Diskussion fruchtbar gemacht werden. Neben der archivalischen Erschließung und Sicherung der historischen Bestände und dem Ausbau der Sammlungen gehört ferner die Förderung von Forschungen und Durchführung eigener Projekte zu den Aufgaben des Archivs.
Das Alice-Salomon-Archiv ist Mitglied des Dachverbandes der deutschsprachigen Frauen/Lesbenarchive, -bibliotheken und -dokumentationsstellen i.d.a.

## Geschichte

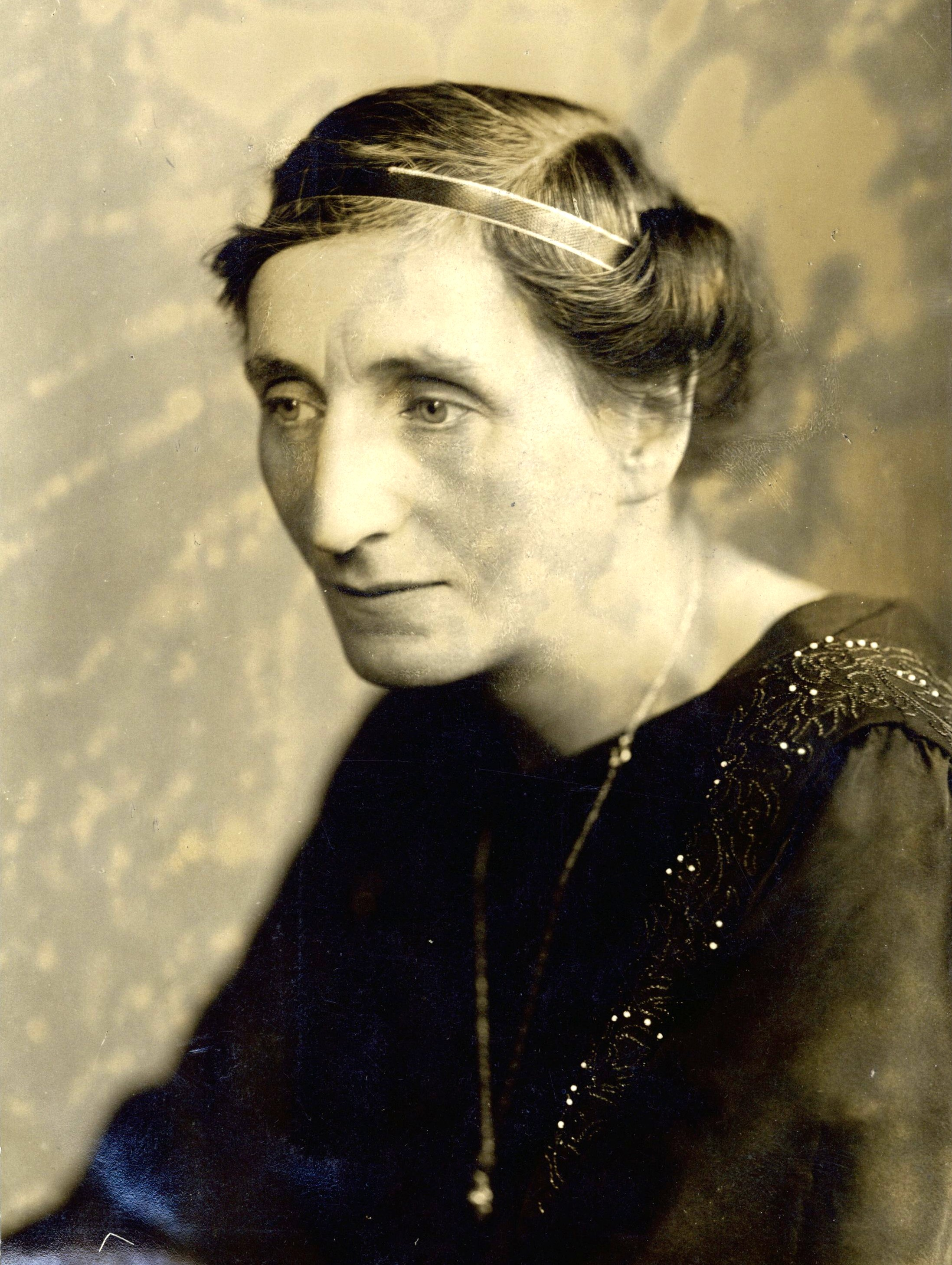
Die Archivnamensgeberin Alice Salomon

Das Alice-Salomon-Archiv befindet sich an historischer Stätte in dem Gebäude, das Alice Salomon 1914 für die von ihr 1908 gegründete Soziale Frauenschule (heute: Alice-Salomon-Hochschule Berlin) auf dem Gelände des Pestalozzi-Fröbel-Hauses in der Karl-Schrader-Straße in Berlin-Schöneberg errichten ließ, und zwar in den Räumen des Arbeitszimmers der Schulgründerin und in der ehemaligen Bibliothek.
Leiterin des Archivs war bis zum Frühjahr 2013 die Historikerin Adriane Feustel, die maßgebend am Aufbau des Archivs beteiligt war.

## Archivbestände/Sammlungen
Das Archiv umfasst u. a.:
- Materialien/Dokumente von und über Alice Salomon
- Diverse Zeitungs- und Zeitschriftenartikel über Alice Salomon
- Ausbildungsakten und -materialien der Sozialen Frauenschule und ihrer Nachfolgeeinrichtungen
- Protokolle der Konferenz der Sozialen Frauenschulen Deutschlands
- Dokumente der Internationalen Vereinigung der Sozialen Schulen
- Dossiers zu Mädchen- und Frauengruppen für soziale Hilfsarbeit
- Akten zur Deutschen Akademie für soziale und pädagogische Frauenarbeit (einer Fortbildungsstätte an der Sozialen Frauenschule)
- Unterlagen über ehemalige Dozenten der sozialen Frauenschule und der Deutschen Akademie für soziale und pädagogische Frauenarbeit
- Schülerinnenkartei und Unterlagen des Verein Jugendheim[5]
- Schülerinnen- und Seminaristinnenverzeichnisse
- Interviews mit ehemaligen Dozenten, Schülern und Studenten
- Sammlung der veröffentlichten und unveröffentlichten Schriften von Alice Salomon
- Belege über die Entwicklung der sozialen Ausbildung während der Nazi-Diktatur
- Thematische Aggregation: Gruppenarbeit, Gemeinwesenarbeit, Jugendfürsorge, Heimkampagne, Kinderhausbewegung, Alltagsleben von Kindern und Jugendlichen u. a. m.
- Umfangreiche Fotosammlung über Alice Salomon, die Soziale Frauenschule, Praxiseinrichtungen etc.

## Publikationen beruhend auf Dokumenten aus dem Archiv (Auswahl)
- Adriane Feustel (Hrsg.): Alice Salomon. Frauenemanzipation und soziale Verantwortung – Ausgewählte Schriften in drei Bänden
  - Band 1: 1896–1908, Neuwied, Kriftel, Berlin 1997
  - Band 2: 1908–1919, Neuwied, Kriftel, Berlin 2000
  - Band 3: 1919–1948, München/Unterschleißheim 2004
- Adriane Feustel (Hrsg.): Die Schriften Alice Salomons. Bibliographie 1896–2004, Berlin 2004
- Adriane Feustel: Das Konzept des Sozialen im Werk von Alice Salomon, Berlin 2011
- Adriane Feustel und Gerd Koch (Hg.): 100 Jahre Soziales Lehren und Lernen – Von der Sozialen Frauenschule zur Alice Salomon Hochschule Berlin, Berlin: Schibri-Verlag 2008.
- Dayana Lau und Friederike Mehl: Zum zweiten Mal 50? Von Schuljubiläen und anderen Konfliktgeschichten im Archiv. In: Bessler, Anna/Gahleitner, Silke/PiechottaHenze, Gudrun/Völter, Bettina/Voss, Anja (Hg.): #systemrelevant. Soziale Arbeit Spezial, S. 6–11.